# Poltavkai járás

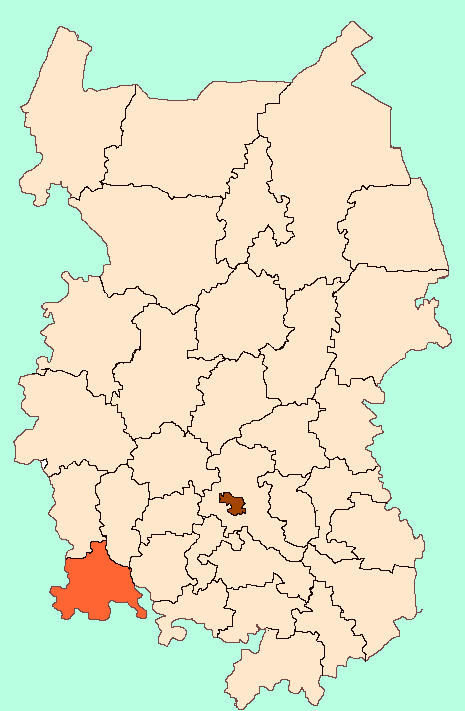
A Poltavkai járás az Omszki területen

A Poltavkai járás (oroszul Полтавский район) Oroszország egyik járása az Omszki területen. Székhelye Poltavka.

## Népesség
- 1989-ben 24 691 lakosa volt.
- 2002-ben 24 721 lakosa volt, melynek 62%-a orosz, 22%-a ukrán, 11%-a német.
- 2010-ben 21 772 lakosa volt, melynek 70,21%-a orosz, 16,62%-a ukrán, 7,61%-a német, 1,2%-a kazah, 0,32%-a tatár.